# Nesticus ambiguus
Nesticus ambiguus är en spindelart som beskrevs av Denis 1950. Nesticus ambiguus ingår i släktet Nesticus och familjen grottspindlar.
Artens utbredningsområde är Tanzania. Inga underarter finns listade i Catalogue of Life.